# Palazzo del Circolo dell'Unione

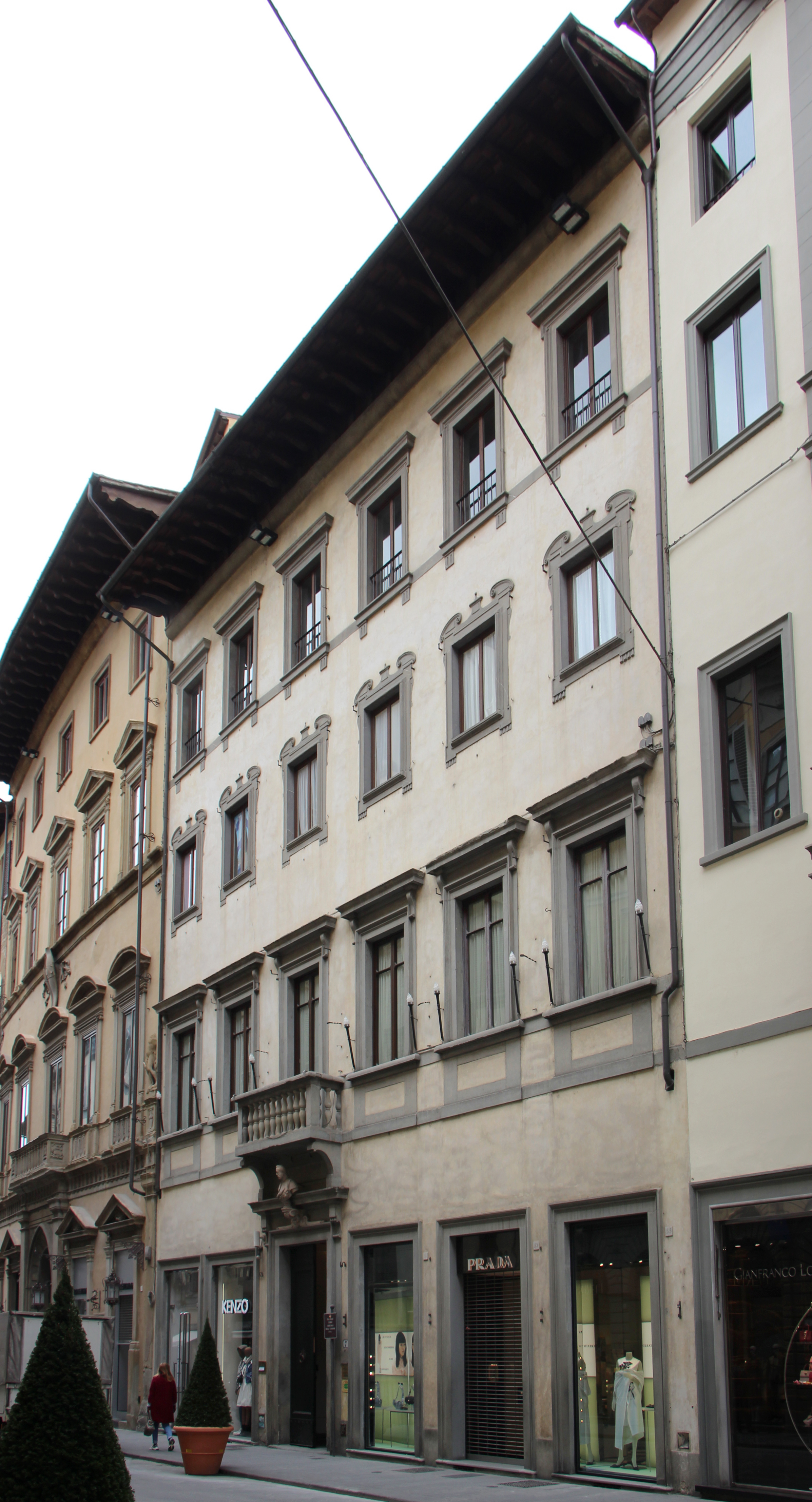
Fachada do Palazzo del Circolo dell'Unione.

O Palazzo del Circolo dell'Unione, também conhecido como Palazzo Corsi ou Palazzo della Commenda da Castiglione, é um palácio  de Florença situado no nº 7 da Via Tornabuoni.

## História e Arquitectura
Nesta zona existiam algumas casas pertencentes aos Ughi, que passaram sucessivamente aos Monaldi, aos Strozzi, em 1485, e aos Sassetti, até que, finalmente, foram adquiridas em 1559 por Simone di Jacopo Corsi, o qual entregou os trabalhos para a criação dum palácio de família a Giorgio Vasari.
O arquitecto de Cosme I de Médici realizou um sóbrio prospecto em fachada, caracterizado por mais filas de janelas emolduradas em pietra serena, com motivos semelhantes aos dos espelhos ou das molduras dos quadros. O portal, encimado por um terraço, é um dos primeiros exemplos desta combinação em Florença e foi repetido em numeorosos palácios nos séculos seguintes. O busto de Francisco I de Médici foi esculpido por Giambologna em 1577. Realizada no final do século XVI, a fachada apresentava também uma rica decoração a fresco, como testemunha uma vista de autor anónimo e vários testemunhos, entre os quais o de Agostino Lapini, o qual registou no seu Diario de 1596 como estavam ali representados quatro retratos de homens ilustres, entre os quais Cosme I de Médici. Deste período restam, talvez, as decorações grotescas na abóbada da entrada, num estilo aproximado ao de Bernardino Poccetti.

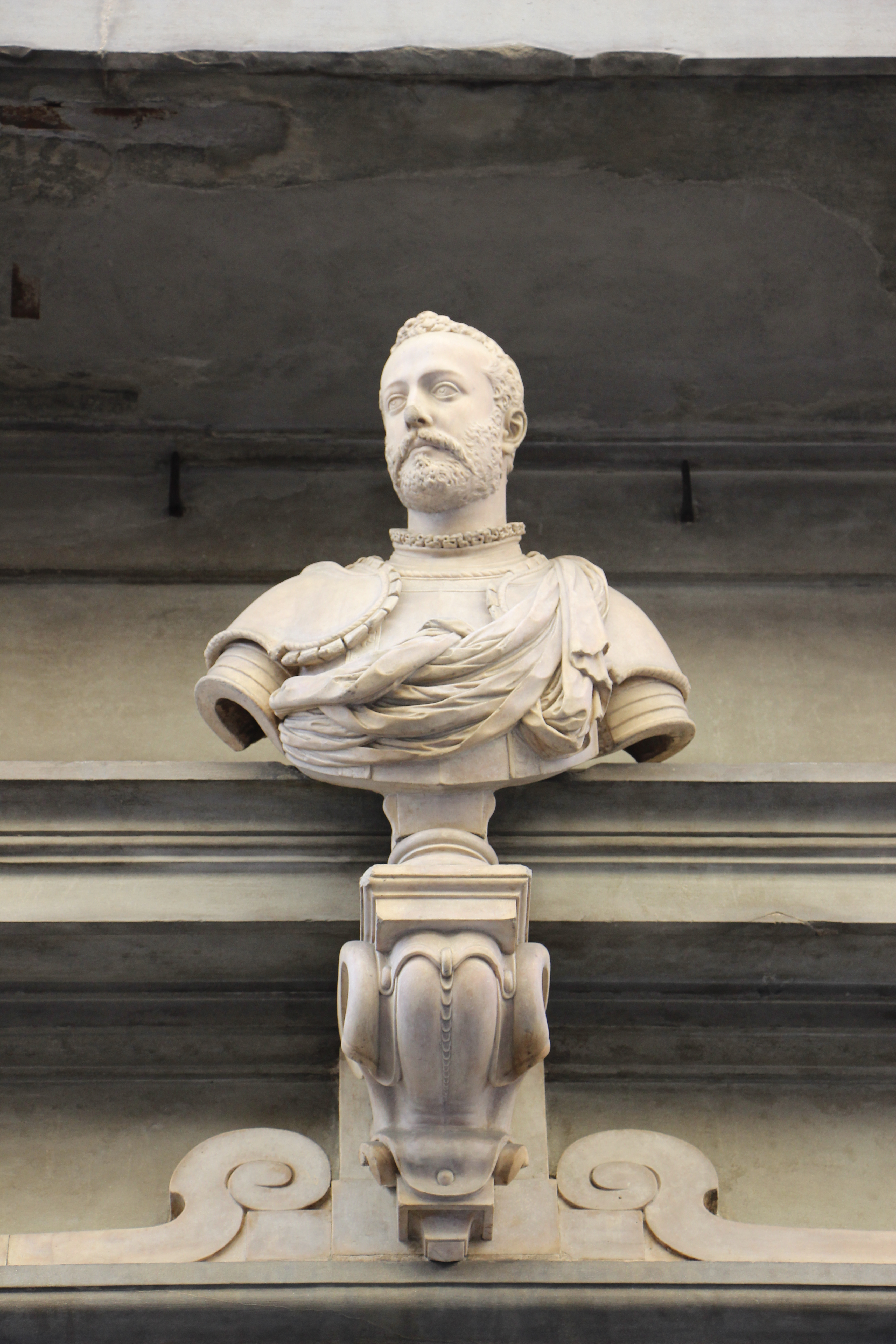
Busto de Francisco I, por Giambologna.

Os Corsi mantiveram o palácio até 1780, ano em que passou para os De Castiglione, os quais deram ao edifício o nome della Commenda da Castiglione ("da Comenda de Castiglione"), uma vez que a família estava, na época, encarregada da comenda em Florença. Em 1790 foi adquirido pelos Gherardi-Uguccioni, que fizeram modernizar o edifício sob a direcçãodo arquitecto Giulio Mannaioni. Neste período também foram decoradas as salas voltadas para a Via Tornabuoni com afrescos de paisagens agrestes, nas quais aparecem as propriedades rurais da família, como a Villa di Poggio Gherardo. Entre os pintores que participaram na decoração encontram-se Tommaso Gherardini, Agostino Fortini, Luigi Lorenzi, Pietro della Nave, Giuseppe Nobili e Domenico Fabbroni.
O Circolo dell'Unione ("Círculo da União") era um gruppo de amigos do Príncipe Anatolio Demidoff, nascido em 1852 na Villa San Donato e que foi transferido para este palácio em 1853, antes de se tornar numa Sociedade Anónima para as Corridas de Cavalos e, depois, em Jockey Club. Depois de se terem realizado aqui as reuniões do Círculo durante muitas décadas, em 1920 o Circolo dell'Unione adquiriu o palácio, oficializando o nome de Palazzo del Circolo dell'Unione, já usado desde pelo menos 1871. A disposição interna remonta à decoração desejada pelo Príncipe Ferdinando Strozzi em 1858.
Actualmente, o palácio é detido pelo Circolo dell'Unione, constituindo uma co-propriedade de vários sócios. Na capela gentilícia do palácio foi criado, no século XX, um sacrário para recordar os sócios caídos nas guerras.